# Lutetium(III)-sulfid
Lutetium(III)-sulfid, Lu2S3 ist das einzige Sulfid des Lanthanoids Lutetium.

## Eigenschaften
Lutetium(III)-sulfid ist ein graues Pulver, welches sich bei 1750 °C zersetzt.